# يحيى قيدوم
يحي قيدوم (1941 - 3 مارس 2020) دكتور وسياسي جزائري ولد في قسنطينة، هو طبيب وبروفيسور تقلد عدة مناصب عليا في مجال الصحة والسياسة تقلد منصب وزيرا للصحة والسكان ثم وزيرا للشباب والرياضة. استمر في عمله جراحًا حتى أثناء شغله لمنصب وزير.

## التعليم
- دكتور في جراحة العظام

## الخبرة المهنية
- مند 1965 طبيب في مستشفيات سطيف، قسنطينة والجزائر العاصمة.
- 1996 - 1998: وزيرا للصحة والسكان.
- 2007-2001: وزير للشباب والرياضة.
- 2007- : نائب في البرلمان عن حزب التجمع الوطني الديمقراطي

## وفاته
توفي يوم الثلاثاء 3 مارس 2020 بالجزائر العاصمة، عن عمر ناهز 79 سنة إثر مرض عضال.